# Ottersberg
Ottersberg è un comune mercato di 13 224 abitanti abitanti della Bassa Sassonia, in Germania.
Appartiene al circondario (Landkreis) di Verden (targa VER).